# Puttin' on the Ritz
"Puttin' on the Ritz" er en kendt sang af Irving Berlin fra 1929. Den handler om at tage pænt tøj på for at gå fint i byen, eksemplificeret med det femstjernede Ritz Hotel i  London.
Den blev første gang opført i Harry Richmans musikalfilm af samme navn i 1930.

## Versioner
Der er blevet lavet mange udgaver af Puttin' on the Ritz:
- Tacos udgave fra 1982
- Fred Astaires fra 1946 i filmen Blue Skies
- Tacos techno-remix
- Benny Goodmans swing-version
- samt af Clark Gable, Harvard Din & Tonics, Ella Fitzgerald, Blake Lewis, Gene Wilder og Peter Boyle.